# 구 영릉 석물 - 무관석인상2
무관석인상2(武官石人像2)은 서울특별시 동대문구, 세종대왕기념관 경내에 있는 조선시대의 석상이다. 2002년 3월 15일 서울특별시의 유형문화재 제42-5호로 지정되었다.

## 개요
武官石人像 역시 화강암으로 조성되었고 2基 남아 있다. 유형문화재 제 42-4호는 4基의 石人像 가운데서 가장 보존이 잘 되어 있다. 두 武官石人像 중 제 42-5호가 키가 약간 크게 조각되었다.
文官石人像과 비교하면, 武官石人像은 전체적으로 몸의 굴곡이 더 살아 있고, 얼굴도 보다 생동감있게 표현되었으며, 장식과 문양이 더 화려하게 표현된 갑옷을 착용하고 있다. 크게 부릅뜬 눈과 큼직한 주먹코, 도톰한 양 볼과 꾹 다문 입 모양 등은 험상궂으면서도 귀여운 인상을 풍긴다. 다만, 제 42-5호는 발굴 당시 頭部가 지표면에 노출되어 있던 관계로 코 부분이 깨져 있다.
갑옷에는 끈 장식 등 각종 장식과 솟을고리문․如意頭紋․忍冬草紋 등의 문양이 화려하게 표현되어 있다. 그러나 제 42-5호는 가슴 부위에 나타난 끈 장식이 魚鱗紋의 胸甲위에 나타난다는 점에서 밋밋한 바탕 위에 그러한 장식이 나타나는 제 42-4호와 차이를 보이고 있다. 甲冑도 대체로 비슷하나 上位의 옷깃에 새긴 忍冬草紋에서 약간 차이를 보이고 있다.
한편 허리 아래를 두른 肋甲의 측면에 표현된 수 겹의 주름과 아래로 늘어진 도포자락에 나타난 Ω의 주름 표현은 정지된 石人像에 생동감을 부여하는 요소가 되고 있다. 또 武官石人像답게 칼집에서 칼을 빼 손으로 짚고 있는 모습을 나타냈는데, 손의 모양에서 2基는 서로 차이를 보이고 있다. 즉, 제 42-4호는 제 42-5호와 반대로 오른손이 겉에서 왼손을 감싸 안고 있는 형상을 하고 있는 것이다.

## 같이 보기
- 구 영릉 석물

## 참고 자료
- 구 영릉 석물 - 무관석인상2 - 국가유산청 국가유산포털